# A Blaze in the Northern Sky
Az A Blaze in the Northern Sky a norvég black metal együttes Darkthrone második nagylemeze. 1992. február 26-án jelent meg a Peaceville Records kiadó által. Az album tartalmazza a zenekar első black metal stílusú dalait, a stílusban a lemez klasszikusnak számít. Ez az album az első, ami beletartozik a rajongók által kitalált "Unholy Trinity"-be, az ezt követő két albummal: az Under a Funeral Moonnal és a Transilvanian Hungerrel együtt.

## Háttér
A zenekar első lemeze, az 1991-es Soulside Journey egy svéd stílusú death metal lett. Ennek felvétele után az együttes újabb dalokat kezdett el írni, több black metalos jellemvonással. Ez eredményezte a hangszeres demót, a Goatlordot.
A Goatlord felvétele után három tag (Fenriz, Nocturno Culto és Zephyrous) elhatározta, hogy black metal zenét szeretnének készíteni. Az akkori basszusgitárosnak, Dag Nilsennek nem tetszett az új irány, így kilépett a zenekarból, de vállalta az album basszusgitár részének lejátszását vendégzenészként. A Blaze in the Northern Sky 1991 augusztusában lett felvéve a Creative Studios-ban, Kolbotn településen, ugyanott, ahol a Mayhem zenekar vette fel a befolyásos Deathcrush EP-t. Egy interjúban Fenriz azt mondta, hogy az album legtöbb dala death metal riffekkel készült black metal stílusban.
A Darkthrone hirtelen stílusváltozása miatt a Peaceville Records nem volt hajlandó kiadni az albumot, így a zenekar kénytelen volt a Mayhem egykori gitárosának, Euronymousnak a kiadójához, a Deathlike Silence Productionshoz fordulni. Végül a Peaceville Records mégis kiadta az albumot úgy, ahogy fel lett véve.

## Kiadás
Az albumot a Peaceville Records adta ki 1992. február 26-án. Az első CD kiadás 3000 példányra volt lekorlátozva és fehér lemezre volt nyomtatva. Az album borítóján a zenekar ritmusgitárosa, Ivar Enger (Zephyrous) szerepel.
Az album újra lett maszterelve a Peaceville Records által, 2003-ban.

## Kritikák
Az AllMusic kritikusa, Eduardo Rivadavia az albumra maximális pontszámot adott és klasszikusnak nevezte a black metal műfajon belül. Valefor a Metal Reviewstől az albumot színtiszta fagyos gonosznak említette. A Sputnikmusic kritikusa, Channing Freeman 4,5 pontot adott az albumra az ötből.
2009-ben az IGN az A Blaze in the Northern Sky albumot beletette a saját "10 nagyszerű black metal album" listájába.

## Számlista
| 1.    | Kathaarian Life Code        | 10:39 |
| 2.    | In the Shadow of the Horns  | 7:01  |
| 3.    | Paragon Belial              | 5:24  |
| 4.    | Where Cold Winds Blow       | 7:26  |
| 5.    | A Blaze in the Northern Sky | 4:57  |
| 6.    | The Pagan Winter            | 6:35  |
| 42:02 |                             |       |

## Közreműködők
Darkthrone
- Nocturno Culto – szólógitár, ének
- Zephyrous – ritmusgitár
- Fenriz – dob, háttérvokál

Vendégzenészek
- Dag Nilsen – basszusgitár

Produkció
- Dave Pybus – albumborító dizájn